# Aanslag in Kongsberg op 13 oktober 2021
Bij de aanslag in Kongsberg op 13 oktober 2021 schoot een man acht mensen neer met pijl en boog in de Noorse stad Kongsberg, ongeveer 70 kilometer ten zuidwesten van de hoofdstad Oslo. Vijf mensen werden gedood en drie anderen raakten gewond. De verdachte, een 37-jarige Deense burger geboren in Noorwegen, werd vervolgens in hechtenis genomen.

## Verloop
De politie werd om 18:12 voor het eerst op de hoogte gesteld van een persoon die rond Kongsberg liep met een pijl en boog in een pijlkoker op zijn schouder. Bij de eerste oproepen werd er snel een patrouille naar de plaats van de aanslag gestuurd, gevolgd door drie anderen. Gewapende agenten confronteerden de dader zes minuten na de eerste oproepen voor het eerst, maar hij vuurde verschillende pijlen op hen af en ontsnapte. Daarna begon hij met de aanval en doodde zijn slachtoffers, aldus de politiechef. 
De dader zou eerst zijn begonnen met schieten in een Coop-Extrasupermarkt. Er zijn foto's gepubliceerd van pijlen die ter plaatse in de muren vastzaten. Terwijl de aanval voortduurde, zette de politie verschillende delen van Kongsberg af. Uiteindelijk werd om 18:47 uur een arrestatie verricht. Volgens de politiechef is er bij de arrestatie een waarschuwingsschot gelost. 
Tegen de tijd van de arrestatie van de verdachte had de aanval geleid tot een grote inzet, waaronder 22 zwaarbewapende politiepatrouilles, meer dan tien ambulances en twee helikopters. De aanslag was de dodelijkste in Noorwegen sinds de aanslagen van 2011 door Anders Behring Breivik. 

## Doden en gewonden
Bij de aanslag kwamen vijf mensen om het leven en raakten drie anderen gewond. De vijf doden waren vier vrouwen en één man, in de leeftijd van 50 tot 70 jaar. De drie overlevenden liepen geen levensbedreigende verwondingen op; een van hen was een politieagent buiten dienst. Uit het onderzoek bleek dat de slachtoffers allemaal op verschillende locaties zijn aangevallen.

## Verdachte
De verdachte was een 37-jarige die volgens de autoriteiten alleen handelde. Hij werd geboren in Noorwegen uit een Noorse vader en een Deense moeder en had zijn hele leven in het land gewoond. Hij woonde op het moment van de aanval in Kongsberg. Hij had verschillende eerdere strafrechtelijke veroordelingen voor inbraken, cannabisbezit en bedreigingen tegen familieleden.
De verdachte werd meegenomen naar een politiebureau in Drammen, waar zijn advocaat zei dat hij meer dan drie uur werd verhoord, samenwerkte met de autoriteiten en de aanval heeft bekend. De Noorse veiligheidsdienst startte een terrorismeonderzoek. Hij werd in eerste instantie aangeklaagd voor de moord op vijf mensen en het verwonden van meerdere.
De verdachte was bekend bij de politie en had zich rond 2016 bekeerd tot de islam. In 2017 meldde een jeugdvriend hem bij de politie nadat hij twee video's online had gezet, waarin hij zei dat hij moslim was en dat hij een waarschuwing had gekregen. De vriend geloofde dat hij geestesziek was en hulp nodig had. De politie had in 2020 voor het laatst contact met hem gehad en was bezorgd over zijn mogelijke extremistische opvattingen.

## Nasleep
Noorse politieagenten, die meestal ongewapend zijn, kregen de opdracht om na de aanval tijdelijk vuurwapens in het hele land te dragen. Er was echter geen verandering in het nationale dreigingsniveau in het land. Er werden vragen gesteld over het onvermogen van de politie om de aanval te stoppen tijdens hun eerste confrontatie met de dader; officieren in Noorwegen zijn getraind om onmiddellijk te reageren op een lopend incident zonder te wachten op andere eenheden. Op de dag na de aanslag hingen de vlaggen halfstok op alle openbare gebouwen en werden kaarsen aangestoken op de trappen van de Kongsbergkerk.